# هوکی-جی
هوکی-جی (به ژاپنی: 法起寺 Hokki-ji) یک پرستشگاه آیین بودایی است که ایکاروگا، نارا، شهرستان ایکوما، نارا، استان نارا، ژاپن قرار دارد.